# شريان ركابي مستديم
الشريان الركابي المستديم (PSA) هو شذوذ نادر في تشريح الإنسان حيث يبقى الفرع الركابي من الشريان الأذني الخلفي، أو ما يعرف ببساطة بالشريان الركابي، داخل أذن الجنين بعد الأسابيع العشرة الأولى من الحمل. على الرغم من أنه لا يمثل مشكلة بالنسبة لغالبية الأشخاص الذين يعانون من هذه الحالة الشاذة، لكن من الممكن أن يسبب صعوبات في السمع.

## العلامات والأعراض
تبقى معظم حالات الشريان الركابي المستديم بدون أعراض مؤثرة على حياة الشخص؛ ومع ذلك، يمكن أن تشمل الأعراض الدوار، وطنين الأذن النابض، وفقدان السمع التوصيلي أو فقدان السمع الحسي العصبي عن طريق تآكل محفظة الأذن في حالات نادرة. يمكن أن يتسبب فقدان السمع لدى الأطفال أيضًا في تأخر في النمو.

## السبب
ينشأ الشريان الركابي أثناء الحمل كفرع من الشريان اللامي في الفرع الظهري للقوس الأبهري الثاني، والذي يرتبط بدوره بالشريان السباتي الداخلي. ينقسم الشريان الركابي بعد مروره عبر عظم الركاب إلى وعاءين، الفرع فوق الحجاجي والفرع الفكي العلوي، والذي يحتوي الأخير على فرع أصغر في الفك السفلي. يتفاغر الأول لاحقًا مع الشريان العيني ويصبح الشريان السحائي الأوسط، أما الأخيرفيتفاغر مع الفرع العلوي الداخلي للشريان السباتي الظاهر، ليصبح الشريان السنخي السفلي والشريان تحت الحجاج، على التوالي.

## التشخيص
نظرًا لأن معظم حالات الشريان الركابي المستديم تبقى دون أعراض، فعادة ما تكتشف بالمصادفة عند إجراء جراحة في الأذن الوسطى، أو أثناء تشريح العظم الصدغي بعد الوفاة. يرتبط غياب الثقبة الشوكية أحيانًا بالشريان الركابي المستديم، على الرغم من أن انتشار حالة الثقبة الشوكية المفقودة أعلى بكثير من انتشار الشريان الركابي المستديم. من ناحية أخرى، قد توجد ثقبة شوكية إذا كان الشريان الفكي ينشأ من الشريان الركابي. يمكن أن يساعد التشخيص التفريقي في القضاء على الحالات المحتملة الأخرى مثل ورم كُبيبة طبلة الأذن، وورم شفاني العصب الوجهي، والشريان السباتي الداخلي الشاذ بناءً على نتائج التصوير المقطعي المحوسب عالي الدقة، أو تصوير الأوعية الدموية، أو تصوير الأوعية بالرنين المغناطيسي. يحدث الشريان السباتي الداخلي الشاذ عندما يحدث خلل في الجزء العنقي من الشريان السباتي الداخلي، ما يتسبب في تباعد الشريان الطبلي السفلي مع الشريان السباتي، الأمر الذي يؤدي إلى دخول الشريان السباتي الداخلي إلى الأذن الوسطى من خلال نفس القناة مثل العصب الطبلي، بدلًا من القناة الطبيعية قناة الشريان السباتي. غالبًا ما توجد الشرايين السباتية الداخلية الشاذة جنبًا إلى جنب مع الشريان الركابي المستديم، على الرغم من أن كلا الحالتين الشاذتين يمكن أن تحدثا بشكل مستقل عن بعضهما البعض.

## العلاج
عادة ما يتضمن علاج الشريان الركابي المستديم شكلًا من أشكال التخثير، إما التخثير بالليزر أو التخثير الكهربائي. يمكن أن تساعد الرعاية التلطيفية مثل تركيب المعينات السمعية في حل فقدان السمع الناجم عن حالة الشريان الركابي المستديم؛ وعلى العكس من ذلك، قد يمنع الشريان الركابي المستديم إدخال غرسات القوقعة التي تهدف إلى التخفيف من فقدان السمع. استئصال الشريان الركابي المستديم النوعي هو أيضًا خيار، على الرغم من أن هذا العلاج ينطوي على مخاطر تلف العصب الوجهي والنزيف.
أفاد المستشفى المركزي لجامعة بورتو في عام 2016 عن أول تطبيق ناجح لسماعات أذن مثبتة بالعظام لمريض يبلغ من العمر 8 سنوات دون مضاعفات، ما أدى إلى علاج فقدان السمع بنجاح. أبلغ أيضًا عن المزيد من عمليات الإدخال الناجحة لغرسة القوقعة الصناعية لحل ضعف السمع.

## علم الأوبئة
يُعتقد أن معدل انتشار حالات الشريان الركابي المستديم يتراوح بين 0.02 إلى 0.48% من عامة السكان؛ ذكرت دراسة في المجلة الأمريكية للطب الإشعاعي في عام 2000 أنه قد أبلغ عن 56 حالة فقط من الشريان الركابي المستديم منذ أن نشر جوزيف هيرتل أول تقرير عنه في عام 1836.